# تارکیو (میزوری)
تارکیو (به انگلیسی: Tarkio) یک شهر در ایالات متحده آمریکا است که در شهرستان اچیسون، میزوری واقع شده‌است. تارکیو ۳٫۶۰ کیلومتر مربع مساحت و ۱٬۵۸۳ نفر جمعیت دارد و ۲۸۳ متر بالاتر از سطح دریا واقع شده‌است.